# Colostygia approximata
Colostygia approximata är en fjärilsart som beskrevs av Barend J. Lempke 1950. Colostygia approximata ingår i släktet Colostygia och familjen mätare. Inga underarter finns listade i Catalogue of Life.